# رفع الأثقال في الدورة الرياضية العربية الرابعة القاهرة 1965

## توزيع الاوسمة
توزيع الأوسمة في رفع الأثقال في الدورة الرياضية العربية الرابعة القاهرة 1965:
| ت | البلد  | ذهبية | فضية | برونزية | المجموع |
| - | ------ | ----- | ---- | ------- | ------- |
| 1 | مصر    | 5     | 1    | 1       | 7       |
| 2 | العراق | 2     | 3    | 1       | 6       |
| 2 | لبنان  | -     | 2    | 2       | 4       |
| 4 | سوريا  | -     | 1    | 2       | 3       |
| 5 | الأردن | -     | -    | 1       | 1       |

## النتائج الكاملة
| Event               | الذهبية                  | الفضية                  | البرونزية              |
| ------------------- | ------------------------ | ----------------------- | ---------------------- |
| الديك 56كغم         | محمد سيد حريت (مصر)      | عبد الرحمن حسن (لبنان)  | محمد خيري (سوريا)      |
| الريشة 60كغم        | حسني عباس (مصر)          | محمد فائق لطيف (العراق) | وجيه العابودي (الأردن) |
| الخفيف 67.5كغم      | صالح حسن (مصر)           | صالح مهدي (العراق)      | محمد الكوشي (لبنان)    |
| متوسط الثقيل        | جابر حافظ (مصر)          | بكر بسام (مصر)          | سميح مدلل (سوريا)      |
| المتوسط75كغم        | ناظم محمد (العراق)       | غسان صادق (سوريا)       | غازي عجمي (لبنان)      |
| خفيف الثقيل 82.5كغم | محمود رشيد (العراق)      | شاكر سلمان (العراق)     | شوقي الريدي (مصر)      |
| الثقيل              | محمد محمود إبراهيم (مصر) | جورج لجمجيان (لبنان)    | علي عباس (العراق)      |